# 中富南
中富南（なかとみみなみ）は、埼玉県所沢市の町名。現行行政地名は中富南一丁目から四丁目。住居表示に関する法律に基づく住居表示は実施されていない。郵便番号は359-0003。

## 地理
所沢市内北東部に位置し、富岡地区に所属する。
南永井・下新井・北原町・中富、および三芳町上富と隣接する。日本新都市開発株式会社（2003年に特別清算）が、椿峰ニュータウンに続いて三富新田の一角を分譲マンションと分譲住宅地からなるニュータウン「エステシティ所沢」としてバブル期に開発した。また。1989年（平成元年）に日本大学芸術学部所沢校舎が開校した（2019年に閉校。）。
西武新宿線航空公園駅から三芳パーキングエリア方向へ3 kmほど離れており、エステシティ所沢へは路線バスが運行されている。
バブル崩壊により宅地開発が停滞し、自然も比較的多く残る。近年埼玉県道126号所沢堀兼狭山線が全線開通し、国道463号や埼玉県道6号川越所沢線、埼玉県道8号川越入間線、 国道16号へ繋がった事で自動車での交通の便が飛躍的に向上した。

### 面積
町丁別の人口･面積の内訳は以下の通り。
| 丁目         | 面積（m2） |
| ------------ | ---------- |
| 中富南一丁目 | 124,230.6  |
| 中富南二丁目 | 125,403.5  |
| 中富南三丁目 | 121,211.2  |
| 中富南四丁目 | 285,647.8  |
| 計           | 656,493.1  |

## 歴史

### 沿革
- 1981年（昭和56年） - 日本新都市開発により、所沢市大字中富の南部でエステシティ所沢の開発が始まる。
- 1989年（平成元年） - 日本大学芸術学部所沢校舎開校。
- 1990年（平成2年）5月20日 - エステシティ所沢地区の区画整理実施により、中富南一丁目〜四丁目が成立。
- 2019年（平成31年） - 日本大学芸術学部所沢校舎閉校。

### 地価
住宅地の地価は、2015年（平成27年）1月1日の公示地価によれば、中富南4丁目18番8の地点で11万5000円/m2となっている。

## 世帯数と人口
2023年（令和5年）8月31日現在の世帯数と人口は以下の通りである。
| 丁目         | 世帯数    | 人口    |
| ------------ | --------- | ------- |
| 中富南一丁目 | 170世帯   | 321人   |
| 中富南二丁目 | 423世帯   | 1,059人 |
| 中富南三丁目 | 564世帯   | 1,232人 |
| 中富南四丁目 | 604世帯   | 1,317人 |
| 計           | 1,761世帯 | 3,929人 |

## 交通

### 鉄道
- 地内に鉄道駅は無く、最寄駅は西武新宿線航空公園駅である。

### バス
- 西武バス
  - 西武池袋線・西武新宿線:所沢駅よりエステシティ所沢行き（所57）
  - 武蔵野線:東所沢駅よりエステシティ所沢行き（東所53・東所59）
  - 西武新宿線:航空公園駅よりエステシティ所沢行き（航01・所57）
    - 中富南〜エステシティ中央〜エステシティ所沢 下車
- 市内循環ところバス
  - 東路線
    - 道傍公園〜武蔵原公園〜中富南〜エステシティ中央〜エステシティ所沢 下車

### 道路
- 埼玉県道126号所沢堀兼狭山線
- 市道 学園通り

交差点
- 斎場南入口
- 中富南

## 施設
教育
- 埼玉県立所沢特別支援学校[* 1]

公共
- ひかり児童館[7]
- 中富南コミュニティーセンター
- 遊水池（四丁目北東端）

公園
- 北新田公園
- 道傍公園
- 武野原公園
- 中富南公園
- 道傍東公園[* 2]
- 武野原南公園

商業
- 中富郵便局
- 所沢聖地霊園（一部）

## 小・中学校の学区
市立小・中学校に通う場合の学区（校区）は以下の通り。
。
| 町丁   | 番・番地 | 小学校                     | 中学校                     |
| ------ | -------- | -------------------------- | -------------------------- |
| 中富南 | 全域     | 所沢市立中富小学校（中富） | 所沢市立中央中学校（並木） |